# Macroditassa morilloana
Macroditassa morilloana är en oleanderväxtart som beskrevs av J. Fontella Pereira och M. V Ferreira. Macroditassa morilloana ingår i släktet Macroditassa och familjen oleanderväxter. Inga underarter finns listade i Catalogue of Life.